# Soggettivismo
Il soggettivismo è la tendenza a interpretare ogni fatto o evento in modo soggettivo.
Secondo l'antico significato etimologico e meta-personalistico del termine «soggetto», la sua radice latina sub-jicere («porre sotto») indicava qualunque entità ideonea a costituire il soggetto principale di un discorso o un argomento, ovvero che soggiacesse all'osservatore.

## Dottrina filosofica
Ove inteso in senso filosofico, il soggettivismo è la caratteristica di una dottrina che neghi l'esistenza di criteri di verità e di valore indipendenti dal soggetto che pensa o giudica.
Corollario di questo assunto è la negazione estrema, radicale, di quanto è reale ed oggettivo secondo un'ottica affine al relativismo, oppure l'assimilazione dell'oggettività all'interno del soggetto pensante (idealismo).
Nella filosofia antica, rivolta alla ricerca di un fondamento oggettivo del conoscere, il soggettivismo appare raramente. Ne è tuttavia un esempio la sofistica di Protagora, basata sull'utile, per il quale «l'uomo è la misura di tutte le cose», non essendovi per lui altri criteri all'infuori delle sensazioni umane per distinguere il vero dal falso.
Un tale soggettivimo si tramuterà nell'ambito della sofistica in nichilismo, cioè nella negazione di ogni certezza, approdando allo scetticismo, che tuttavia, con l'avvento del cristianesimo, Agostino d'Ippona supererà affermando la certezza di esistere come soggetto pensante nella formula «si fallor sum».
La filosofia moderna prenderà spunto dall'affermazione di Agostino per attribuire, a partire da Campanella e Cartesio, una valenza sempre più positiva alla soggettività umana, giungendo con Leibniz e Berkeley a ricondurre l'intera realtà macrocosmica alla coscienza pensante. Se il soggettivismo di Berkeley era tuttavia di natura esclusivamente empirica, da cui Hume sarebbe approdato nuovamente allo scetticismo, sarà il criticismo kantiano con la sua «rivoluzione copernicana» a restituire fondamento oggettivo alle nostre conoscenze sulla natura, stabilendolo non in quest'ultima, bensì nell'attività trascendentale del soggetto stesso, aprendo la strada all'idealismo, e alla sua affermazione dell'autocoscienza come principio assoluto del reale.

### Forme di soggettivismo metafisico
Lungo la storia della filosofia sono distinguibili pertanto, in progressione di radicalità:
- il soggettivismo empirico, che intende per soggetto il singolo individuo, limitatamente alle sue percezioni e sensazioni;
- il soggettivismo trascendentale, che intende per soggetto l'Io penso trascendentale, ovvero un'attività di pensiero che appartiene a tutti gli uomini ma a nessuno di essi in particolare, strutturalmente identica in tutti;[4]
- il soggettivismo idealistico, che può essere fatto rientrare nel secondo, e considera tutta la realtà come un prodotto dell'Io e della Ragione assoluta.

A seconda degli ambiti si possono distinguere inoltre un soggettivismo etico, un soggettivismo estetico, ed un soggettivismo religioso, nei quali cioè l'unica norma del giusto, del bello, o del vero religioso, è attribuito al singolo individuo.